# た행
た행이란 오십음도의 4번째 행이다. た행에서는 가나 た, ち, つ, て, と가 포함된다(촉음을 나타내는 작게 적는「っ」를 제외한다). 어떤 가나도 자음과 모음으로 구성되는 음절 또는 모라를 나타낸다.

## 청음
た행 각 음의 두자음의 음소는 t이고, そ의 발음은, 「た」「て」「と」에서는 유성 치경 파열음 [t], 「ち」로는 무성 후치경 파찰음 [ʧ], 「つ」로는 무성 치경 파찰음 [ts]이다. た행의 로마자 표기는 일본식으로는 ta ti tu te to이고, 헵번식으로는 ta chi tsu te to이다.

## 탁음
た행의 가나에 탁점 붙여서 나타내는 탁음은 だ행의「だ」「ぢ」「づ」「で」「ど」이고, 그 두자음의 음소는 /d/이다. だ행 각음의 두자음 중, 「だ」「で」「ど」은, 문절의 머리 또는 발음(「ん」)의 뒤에는 유성 치경 파열음 [d], 그 외에는 유성 치 마찰음 [ð] 또는 그것에 가까운 음(폐쇄밀착도가 약한 유성 치경 파찰음)에, 「ぢ」는 문절 머리 또는 발음 (「ん」)의 뒤에서는 유성 후치경 파찰음[dʒ](「ち」의 자음을 유성화한 음), 그 이외에는 유성 후치경 마찰음 [ʒ](「し」의 자음을 유성화한 음) 또는 그것에 가까운 음(폐쇄밀착도가 약한 유성 후치경 파찰음)에서, 「づ」는 문절의 머리 또는 발음(「ん」)의 뒤에서는 유성 치경 파찰음dz(「つ」의 자음을 유성화한 음), 그것 이외에는 유성 치경 마찰음 [z](「す」의 자음을 유성화한 음) 또는 그것에 가까운 음(폐쇄밀착도가 약한 유성 치경 파찰음)이 발음된다. だ행의 로마자 표기는 일본식으로는 da zi zu de do이고, 햅번식으로는 da ji zu de do이다.
「ぢ」와 「じ」, 「づ」와 「ず」의 발음은, 각각 음성학상 동일이기에, 현대가나사용에서는 이들의 음을 각각 동일한 음으로서 취급하고, 일부의 예외를 제외하고, 「ぢ」「づ」를 사용하지 않고, 「じ」「ず」로 통일하여 표기한다. 마찬가지로, ぢゃ행의 발음은 じゃ행과 동일하기에, 현대가나사용에서는 일부의 예외를 제외하고, じゃ행으로 통일하여 표기한다. (さ행 문서 참고) 단, 다름이 아닌「ぢ」와 「づ」의 표기가 불채용이 된 원인(「じ」와 「ず」의 표기가 불채용이 되지 않은 원인)은 명백하지 않다.

## 요음
- 「ち」를 1자로 하는 요음(개요음)ちゃ행은, 「ちゃ」「ちゅ」「ちぇ」「ちょ」이고, 그 두자음의 음소는 ty나 tj・ch로 나타낸다. (「ちぇ」는 요음으로 하지 않는 의견도 있다.)ちゃ행의 두자음 발음은 「ち」의 두자음과 동일하다. ちゃ행의 로마자 표기는 일본식으로는 tya tyu tye tyo, 햅번식으로는 cha chu (표기없음) cho이다.
- 「ぢ」를 1자로 하는 요음(개요음)ぢゃ행은, 「ぢゃ」「ぢゅ」「ぢょ」이다. ぢゃ행의 두자음 발음은 「ぢ」의 두자음과 동일하다. ぢゃ행의 로마자 표기는 행과 같고, 일본식으로는 zya zyu zyo, 햅번식으로는 ja ju jo이다.

## 외래어 표기
- 「チェ」는 외래어의 원음이 ʧe인 듯 한 것을 표기하는 데 사용된다.「ち」의 두자음과 모음「え」을 조합한 음으로 발음된다. チェーン・チェック・チェンジ 등.
- 「ツ」를 1자로서 작은 ア행・ヤ행의 가나를 붙인 ツァ행・ツャ행, 「ツァ」「ツィ」「ツェ」「ツォ」「ツャ」「ツュ」「ツョ」는 외래음의 표기에 사용되고, 그 두자음의 음소는 ts이다.ツューリヒ(チューリッヒ) 등. ツァ행의 두자음의 발음은「つ」의 두자음과 동일하다. ツァ행에서는 표준 로마자 표기는 없지만, 일반적으로 tsa tsi tse tso로 표기된다. 또한, 「ツィ」에 관해서는 「외래어 표기 (일본어)」 제2표(원음이나 원 철자가 최대한 가깝게 써내려고 하는 가나)에서 들고 있고, 일본어에 있어서의 발음은 「ち」와 동일하다.
- 「ヅ」를 1자로서 작은 ア행의 가나를 붙인「ヅァ」「ヅィ」「ヅェ」「ヅォ」는 표준으로는 존재하지 않는다. 뭔가 특수한 효과를 목적으로 하는 경우에 사용된 적이 있을지도 모르지만, 그 경우는「ざ」「ずぃ」「ぜ」「ぞ」와 거의 같은 발음이 된다고 생각된다.
- 「ティ」「ディ」는 외래어 원음이 ti・di인 것을 표기하기 위해 사용된다. 「た」「て」「と」의 두자음 t과 모음「い」를 조합한 음이다. 관용적으로 「チ」「ジ」 혹은「テ」「デ」로 발음표기하는 것이 있다. スティーム(スチーム), ラディオ(ラジオ), スティック(ステッキ), ディザイン(デザイン)
- 「トゥ」「ドゥ」는 『외래어 표기』제2표에 들고 있고, 원음이 tu・du인 것을 표기하기 위해 사용된다. 일본어에서는「た」「て」「と」의 두자음 t・d와 모음「う」을 조합한 음으로 표기된다. 하지만, 일반적으로는「ツ」「ヅ」 혹은「ト」「ド」로 발음・표기된 것도 많다.トゥー(ツー)・トゥアー(ツアー)・ヒンドゥー教(ヒンズー教)・ハチャトゥリアン(ハチャトリアン) 등.
- 「テュ」는 『외래어 표기』제2표에서 들고 있고, 원음이 tʲu인 것을 표기하기 위해 사용되는 가나이다. 일본어로는 「た」「て」「と」의 두자음 t을 구개화한 tʲ와 모음「う」를 조합한 음으로 발음된다. 하지만, 관용적으로 「チュ」로 표기되는 경우가 많다. テューブ(チューブ)・コステューム(コスチューム)・ステュワーデス(スチュワーデス)・ステュー(シチュー) 등.
- 「デュ」는 외래어의 원음이 dʲu인 것을 표깅하기 위해 사용된다. 일본어로는「だ」「で」「ど」의 두자음 d을 구개화한 dʲ와 모음「う」를 조합한 음으로 발음된다. 또, 관용적으로 「ジュ」로 발음되는 것도 있다. デュエット・デュアル・デュース(ジュース)・デュラルミン(ジュラルミン) 등.

あ행 - か행 - さ행 - た행 - な행 - は행 - ま행 - や행 - ら행 - わ행